# Sallis (Mississippi)
Sallis é uma cidade  localizada no estado americano de Mississippi, no Condado de Attala.

## Demografia
Segundo o censo americano de 2000, a sua população era de 114 habitantes.
Em 2006, foi estimada uma população de 108, um decréscimo de 6 (-5.3%).

## Geografia
De acordo com o United States Census Bureau tem uma área de
1,1 km², dos quais 1,1 km² cobertos por terra e 0,0 km² cobertos por água.

## Localidades na vizinhança
O diagrama seguinte representa as localidades num raio de 24 km ao redor de Sallis.